# Gorski polk »Meeralpen«
Gorski polk »Meeralpen« (izvirno nemško Gebirgs-Jäger-Regiment Meeralpen) je bil gorski polk v sestavi redne nemške kopenske vojske med drugo svetovno vojno.

## Zgodovina
Polk je bil ustanovljen oktobra 1944 kot Gorski štab za posebne namene »Meeralpen« pri 4. visokogorskem bataljonu.